# Мутная (приток Гудырвожа)
Мутная (устар. Мутный) — река в России, протекает по Республике Коми. Устье реки находится в 70 км по правому берегу реки Вуктыл. Длина реки составляет 31 км. В 2 км от устья справа впадает река Косьвож.

## Данные водного реестра
По данным государственного водного реестра России относится к Двинско-Печорскому бассейновому округу, водохозяйственный участок реки — Печора от водомерного поста у посёлка Шердино до впадения реки Уса, речной подбассейн реки — бассейны притоков Печоры до впадения Усы. Речной бассейн реки — Печора.
Код объекта в государственном водном реестре — 03050100212103000061623.